# Elytrimitatrix irregularis
Elytrimitatrix irregularis es una especie de escarabajo longicornio del género Elytrimitatrix, familia Cerambycidae, orden Coleoptera. Fue descrita científicamente por Linsley en 1935.

## Descripción
Mide 11,5-11,9 milímetros de longitud.

## Distribución
Se distribuye por México.